# Viernau
Viernau è una frazione della città tedesca di Steinbach-Hallenberg.

## Storia
Il 1º gennaio 2019 il comune di Viernau venne soppresso e aggregato alla città di Steinbach-Hallenberg.

### Simboli
Lo stemma di Viernau, creato dagli araldisti Frank Diemar e Frank Jung, venne adottato il 28 aprile 1993.
La bandiera è un drappo troncato di nero e di giallo.